# إيهاب ألي
إيهاب ألي هو مبارز بالسيف مصري، ولد في 23 يوليو 1962.

## وصلات خارجية
- إيهاب ألي على موقع أوليمبيديا (الإنجليزية)